# Martín de la Madre de Dios
Martín de la Madre de Dios (1579-1656) fue un carmelita descalzo español, autor de obras ascéticas características de la espiritualidad descalza.

## Biografía
Martín de la Madre de Dios nació en 1579, en Castejón de Monegros, en la provincia de Huesca (España). Entró en la orden de los carmelitas descalzos, profesando en el convento de Zaragoza. Pasó un tiempo en el desierto (como eremita) de Cardon, y llevó durante mucho tiempo la carga de maestro de los novicios. Fue sucesivamente prior de las comunidades de Tamarite, Calatayud, Cardon, Zaragoza y Valencia. Fue nombrado prior provincial en dos ocasiones, así como définiteur general, antes de fallecer el 13 de enero de 1656.

## Posteridad
Basado en su doble experiencia como eremita y de formador de los jóvenes religiosos, las obras de Martín pretendían potenciar el despertar religioso y profundizar en la vida interior. Así, en Arbitrio espiritual, responde a cuestiones sobre dónde, en qué y cómo buscar Dios. Como en mucho carmelitas descalzos españoles marcados por la influencia de Nicolas Doria, esta búsqueda espiritual presenta rasgos ascéticos fuertemente acentuados. Por ejemplo, en Las tres assistentes, el autor expone los motivos por los cuales la pobreza, el dolor y el desprecio tienen que ser valorados, así como la manera de practicar estos valores imitando a Cristo. En estas condiciones, toda sensatez cristiana consiste en saber bien morir. Esto era de hecho el asunto del primer libro de Martin, varias veces editado en España antes de ser traducido al latín por Thierry de Santa-Thérèse (Gymnasium philosophiae christianae, hoc es praxis seu exercitium bene moriendi, Viena, 1640; Colonia, 1641), y al francés en los Países Bajos españoles (Pratique et exercice de bien mourir, Mons, 1646).

### Obras
- Práctica y exercicio de bien morir, Madrid, 1628.
- Arbitrio espiritual, Zaragoza, 1649; Madrid, 1674.
- Estaciones del eremitaño de Cristo, Zaragoza, 1651.
- Las tres asistentes de Jesús, Zaragoza, 1654.
- Arpa crucifera templada la veneración de la imagen de Cristo crucifiado destrozada por les herejes, Zaragoza, 1655.

### Estudios
- I. Rodríguez, « Martin de la Mère de Dieu », Dictionnaire de spiritualité ascétique et mystique, Paris, Beauchesne, t. X,‎ 1980, p. 686.